# مرده‌سوزخانه استراشنیتسه
مرده‌سوزخانه اِستراش‌نیتسه (چکی: Krematorium Strašnice) به لحاظ مساحت، بزرگترین مرده‌سوزخانه اروپاست که در شهر پراگ واقع شده‌است. این مرکز ۴۵۰ متر مربع وسعت دارد و سالن تشریفات آن ۱۰۰ متر مربع است و ۲۰۰ نفر را در خود جای می‌دهد.
در این مرده‌سوزخانه، اجساد بسیاری از اعدام‌شدگان توسط نیروهای آلمانی نازی و همچنین حزب کمونیست چکسلواکی سوزانده شد که از آن میان می‌توان به ولادیسلاف وانچورا، یوزف ماشین، میلادا هوراکووا و اُسقف گوراست اشاره کرد. گفته می‌شود که در خلال جنگ جهانی دوم جسد ۲۲۰۰ اعدام‌شده در «شیفت‌های شبانه» در این مرکز سوزانده و معدوم شده‌است.
مرده‌سوزخانه استراشنیتسه در سال ۱۹۸۸ توسط دولت جمهوری چک در فهرست آثار فرهنگی-ملی قرار گرفت. جسد واتسلاو هاول نیز در اینجا سوزانده شده‌است و خاکستر آن در یک سردابهٔ خانوادگی در گورستان وینوهرادی جاسازی شد.